# 下瀬野村
下瀬野村（しもせのむら）は、広島県安芸郡にあった村。現在の広島市安芸区の一部にあたる。

## 地理
- 河川：瀬野川、榎ノ山川[1]

## 歴史
- 1889年（明治22年）4月1日、町村制の施行により、安芸郡下瀬野村が単独で村制施行し、下瀬野村が発足[1][2]。
- 1931年（昭和6年）4月1日、安芸郡上瀬野村と合併し、瀬野村を新設して廃止された[1][2]。

### 地名の由来
次の二説あり。
1. 地勢から見て背之の意。
2. 迫野の義から。

## 産業
- 農業、木材、藁製品[1]。

## 交通

### 鉄道
- 1894年（明治27年）山陽鉄道（現山陽本線）が広島まで開通し、瀬野駅を開設[1]。